# Sol LeWitt
Sol LeWitt (Hartford, 9 de setembro de 1928 — Nova Iorque, 8 de Abril de 2007) foi um artista estadunidense de arte minimalista.

## Biografia
Um dos principais protagonistas da arte minimalista, Sol Lewitt criou, nos anos 60, estruturas compostas de elementos cúbicos ou derivadas do cubo, em variações organizadas sobre uma grade. Eram volumes simples, que convidavam o espectador a reconstruir o retrato mental das variações possíveis de uma dada figura. Lewitt trabalhou, em seguida, com murais nos quais detalhou as relações entre concepção e percepção, superfície e volume. Enquanto análise dos princípios fundamentais do desenho, essas obras refletem a lógica das permutações e variações. A partir do final dos anos 70, o artista concentrou-se em seus "Desenhos Murais", cada qual concebido para um local específico e refletindo as lições que ele extraiu dos afrescos da Renascença italiana e do disegno. As cores tornaram-se mais dominantes nessas obras e as figuras isometria foram tratadas como formas tridimensionais achatadas. Desde o início de sua carreira, Sol Lewitt dedicou-se a mudar nossa compreensão das convenções pela alteração de nossos sentidos.

## Exposições
- 1997 - Skulptur Projekte, Münster, Alemanha
  - Bienal de Veneza
- 1996 - Passions Privées, Museu de Arte Moderna de Paris
  - Sol Lewitt Prints, Museu de Arte Moderna de Nova York